# Ernst Bärtschi (Fluchthelfer)
Ernst Bärtschi (* 25. Februar 1903 in Tuttlingen; † 7. Dezember 1983 in Scherzingen) war ein Schweizer Fluchthelfer.

## Leben

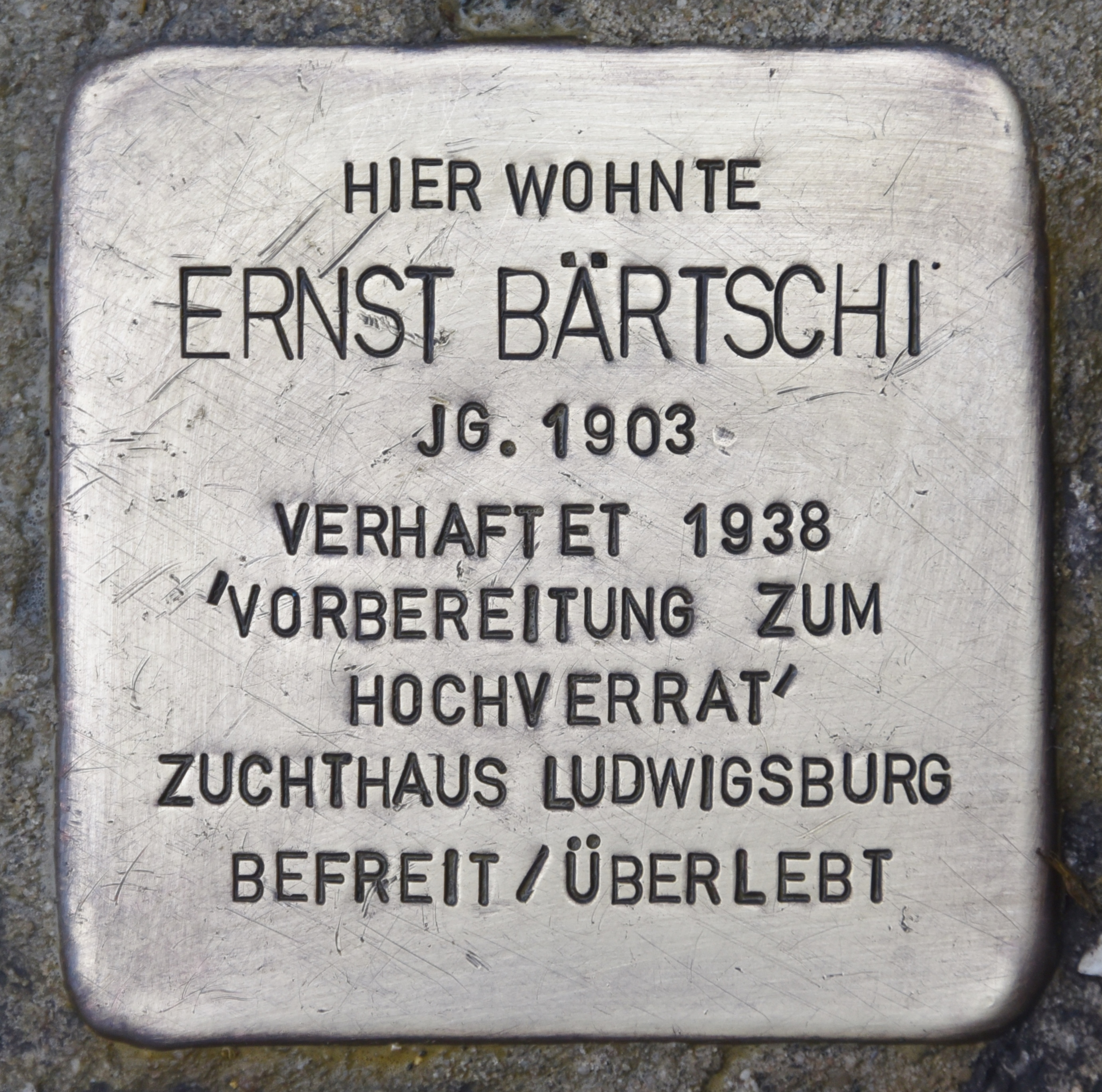
Stolperstein für Ernst Bärtschi

Ernst Bärtschi wurde am 25. Februar 1903 im württembergischen Tuttlingen geboren. Sein Vater war Schweizer Staatsbürger aus Dulliken im Kanton Solothurn und verdiente sein Geld beim Bau der Schwarzwaldbahn. Seine Mutter war eine Deutsche aus Tuttlingen.
1920 kehrte die Familie mit inzwischen drei Kindern in die Schweiz zurück. In Emmishofen fand Ernst Bärtschi Arbeit als Aluminiumdreher in der Aluminiumwalzerei Dr. Lauber, Neher & Cie. Durch seine gewerkschaftliche Tätigkeit und gute private Kontakte zu Konstanzer Arbeitern lernte er früh die menschenverachtende Politik der Nationalsozialisten kennen. Zusammen mit seinem Nachbarn, dem Deutschen Andreas Fleig, und seinem deutschen Freund Karl Durst, schmuggelte er seit 1933 politische Broschüren und Zeitschriften nach Konstanz. Eine Zeitschrift hiess Der Funke, der als Zielort Frankfurt am Main hatte. So wurden die Überbringer «Funkentruppe» genannt. Wenn der Postversand innerhalb Deutschlands zu gefährlich wurde, brachte Bärtschi den Funken nach Frankfurt. Auf dem Rückweg schmuggelte er illegales Material in die Schweiz. Die Schriften des Exilvorstandes der SPD in Prag waren für die illegal tätigen Arbeiter und Gewerkschaftler enorm wichtig. Da Bärtschi zu den verlässlichsten Stützen zählte, obwohl er nicht Mitglied der Sozialdemokratischen Partei der Schweiz war, erhielt er Pakete mit dem Neuen Vorwärts an seine Heimatadresse.
Ernst Bärtschi verhalf zahlreichen Menschen zur Flucht in die Schweiz, oft mit seinem Faltboot über den Bodensee oder mit Tages-Passierscheinen über die Grenze. Durch seine häufigen Grenzübertritte war Bärtschi den Grenzposten gut bekannt und wurde so gut wie nie kontrolliert. In seinem Haus in Kreuzlingen fanden die Emigranten oft den ersten Unterschlupf.
Am 8. Mai 1938 machten er und Andreas Fleig sich auf den Weg nach Konstanz, um den Gewerkschaftsfunktionär Hans Lutz in die Schweiz zu bringen. Was die beiden nicht wussten: dass Lutz unter Folter alle Namen der «Funkentruppe» verraten hatte. Bärtschi und Fleig wurden wie alle anderen von der «Funkentruppe» verhaftet und ins Gefängnis nach Berlin gebracht. Am 10. Oktober stand er vor dem Volksgerichtshof und wurde zu 13 Jahren Zuchthaus und 10 Jahren Ehrverlust verurteilt. Die Anklage warf ihm vor, «die Verfassung des Reichs mit Gewalt ändern» zu wollen. Die Schweizer Regierung hatte ihm in dieser Zeit keinen Rechtsbeistand geleistet. Sechs Jahre war er in Einzelhaft, zuerst in Ludwigsburg, danach von September 1941 bis Mai 1942 in Garsten in Oberösterreich. Durch die schwere Arbeit im Zuchthaus wog Bärtschi zeitweise nur noch 48 Kilogramm. Zusätzlichen Schikanen wurde er ausgesetzt, wenn er beim Sprechen ins Schweizerdeutsche verfiel: Dann wurde er mit dem Schlüsselbund traktiert. Kurz vor Kriegsende wurde er nach Ulm verlegt. Auf dem Weg ins KZ Dachau wurde er in Aichach von den Amerikanern befreit.
Ernst Bärtschi kam abgemagert und als gebrochener Mann zurück in die Schweiz. 1950 wurde das NS-Urteil gegen ihn aufgehoben, und der deutsche Staat zahlte ihm für die Zwangsarbeit eine Entschädigung. Im September 1957 stellte er auch in der Schweiz einen Antrag auf Entschädigung. Die im selben Jahr geschaffene Kommission für Vorauszahlungen an schweizerische Opfer der nationalsozialistischen Verfolgung zweifelte an seiner Loyalität der Schweiz gegenüber, weil er sich für deutsche Sozialdemokraten eingesetzt hatte. Von Schweizer Seite erhielt Bärtschi nie eine finanzielle Unterstützung. Der Deutsche Gewerkschaftsbund sprach ihm eine kleine Rente zu. 1981 dankten der Konstanzer Bürgermeister Willy Weilhard und der SPD-Stadtrat Erwin Reisacher im Namen der Stadt Konstanz für seinen Mut und Einsatz in den Jahren 1933 bis 1938. Die Konstanzer SPD übergab ihm aus einer für ihn organisierten Sammlung Geld. Ernst Bärtschi starb am 7. Dezember 1983 in Scherzingen.

## Ehrungen
1986 wurde im Konstanzer Stadtteil Petershausen eine Strasse nach ihm benannt. Am 8. September 2013 wurde durch Gunter Demnig ein Stolperstein an seinem letzten Wohnort gesetzt.

## Film
1982 entstand ein Film von Mathias Knauer beim Filmkollektiv Zürich unter dem Titel Die unterbrochene Spur. Der Film hatte zum Thema die Antifaschisten der Schweiz von 1933 bis 1945. In diesem Film kommen Ernst Bärtschi und Paul Nusch zu Wort. Ihm hatte Bärtschi 1936 die Flucht über den Bodensee in die Schweiz ermöglicht.